# آدیداس تریکلور
آدیداس تریکلور (به فرانسوی: Adidas Tricolore تلفظ فرانسوی: [adidas tʁikɔlɔʁ]) توپ رسمی مسابقات جام جهانی فوتبال ۱۹۹۸ در فرانسه بود. تریکلور در دسامبر ۱۹۹۷ به‌طور رسمی رونمایی شد که اولین توپ رنگی مورد استفاده در یک جام جهانی فوتبال بود.

## نمای کلی
پرچم سه رنگ و خروس، نمادهای سنتی فرانسه به‌عنوان الهام بخش طراحی مورد استفاده قرار گرفت. این توپ که توسط آدیداس ساخته شده‌بود، اولین توپ چند رنگی بود که در این تورنمنت مورد استفاده قرار گرفت و همچنین آخرین توپ جام جهانی بود که طراحی کلاسیک تانگو را به دوش کشید که در تورنمنت سال ۱۹۷۸ معرفی شد. طراحی سه‌گانه آبی تزئین شده با طرح‌های خروس به تصویب رسید تا نشان دهنده رنگ‌های پرچم فرانسه باشد. تریکلور همچنین اولین توپ مسابقه جام جهانی آدیداس بود که در خارج از اروپا (ساخته شده در مراکش و اندونزی) از زمان آدیداس تلستار در سال ۱۹۷۰. «Tricolore» در زبان فرانسوی به معنای «سه رنگ» است.
بیش از بیست نسخه قبل از تأیید نسخه قطعی توسط تیم طراحی آدیداس پیشنهاد شده‌بود. هدف این بود که نمادهای فرهنگ و میراث فرانسه ادغام شود و رنگ‌های مورد استفاده در انقلاب فرانسه اتخاذ شود.